# Berg-Op FC Beerzel

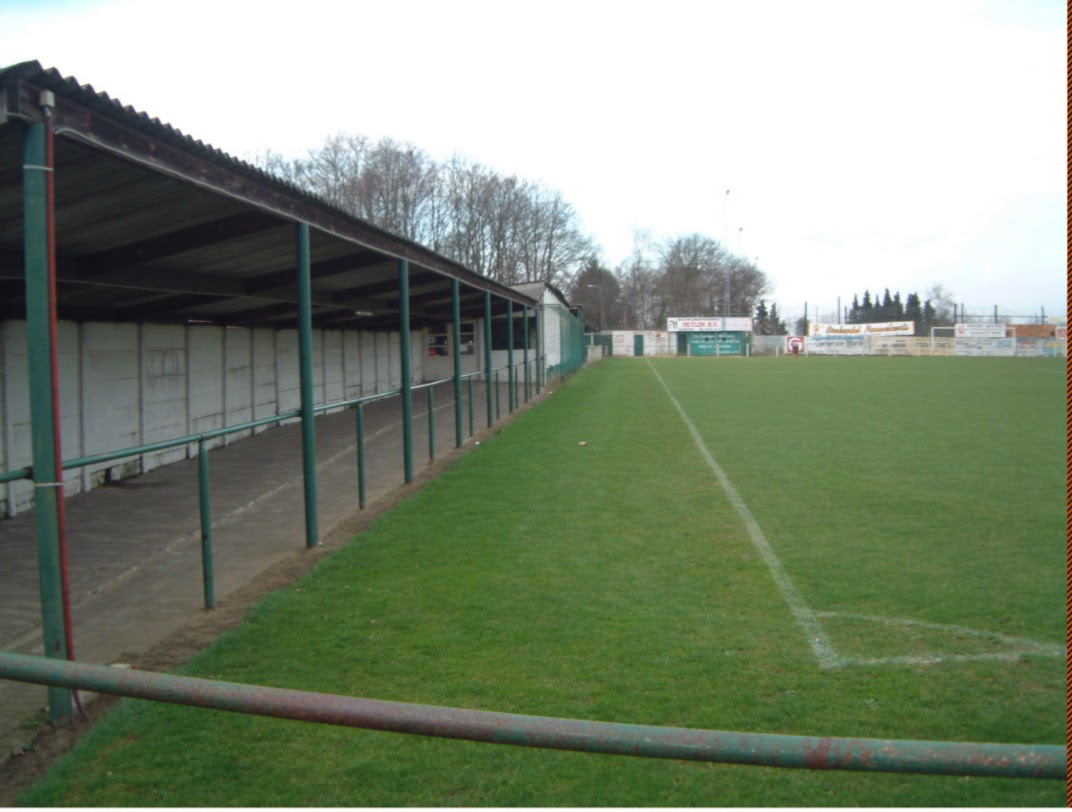
KFC BO Beerzel in 1938.

Koninklijke Berg-Op FC Beerzel, afgekort BO Beerzel is een Belgische voetbalclub uit Beerzel. De club is aangesloten bij de KBVB met stamnummer 2641 en heeft groen en wit als clubkleuren. 

## Geschiedenis
De “Football Club Berg-Op Beerzel” werd gesticht in het voorjaar van 1938. Het voetbalveld was oorspronkelijk gelegen in de Hollestraat. Gelegen op de flank van Beerzelberg – met zijn 51.60 m het hoogste punt van de provincie Antwerpen – verklaart dat meteen ook de naam “Berg op” Beerzel.
In de eerste oorlogsjaren waren er twee seizoenen in 2e gewestelijke, maar vanaf 1942 kwam men terug in 3e provinciale uit. Dat duurde tot en met 1952-1953. Toen werd er een eerste titel behaald, met onder andere 109 gescoorde goals en 48 punten. Vijftien seizoenen lang speelde BO in 2e provinciale, maar in 1969 degradeerde men naar 3e provinciale. Twee jaar later, na het seizoen 1970-1971, speelde de ploeg alweer kampioen en kon men weer plaatsnemen in 2e provinciale. Dat was de start van een lange periode in 2e en 3e provinciale: tot 1985 ging de club “op en neer” tussen die twee afdelingen, met onder meer twee degradaties en één promotie.
Na het seizoen 84-85 was er een degradatie naar 4e provinciale, waar er echter meteen een nieuwe titel werd behaald. Vanaf toen begon er weer een hele lange periode waarin Beerzel opnieuw meerdere keren op en neer ging tussen 2e en 3e provinciale. In die periode (van 1986 tot 2005) zaten er twee titels, één promotie en drie degradaties bij. In 2004-2005 zakte Beerzel even terug naar 4e provinciale, waar het meteen weer in het volgend seizoen kampioen speelde. Vanaf 2005-2006 komt KFC BO Beerzel uit in 3e provinciale, en dat voor 7 seizoenen na elkaar.
KFC BO Beerzel behaalde in totaal zes keer het kampioenschap: in de jaren 1954, 1971, 1986, 1993, 1999 en 2006. Er werd in totaal 8 keer gepromoveerd, de laatste keer in 2005-2006, en 10 keer gedegradeerd, de laatste keer in 2013. Sinds 2013 behoudt onze club een plaats in 4e provinciale. 